# José Torres Hurtado
José Torres Hurtado (Píñar, Granada, 15 d'octubre de 1946) és batle de Granada (Espanya) des de 2003, quan el Partit Popular va guanyar les eleccions municipals en aquesta ciutat per majoria absoluta i va succeir al govern tripartit de l'anterior legislatura. En les eleccions de 2007 va ampliar el seu avantatge en dos regidors amb un 53,33% dels vots, aconseguint els millors resultats de la història del PP a Granada i convertint-se en el primer batle democràtic a aconseguir dues majories absolutes consecutives en la ciutat.
Casat i amb dues filles, José Torres Hurtado és enginyer tècnic agrícola, i va ser membre del Consell d'Administració de la RTVA. Altres càrrecs polítics electes que va ocupar abans de l'Ajuntament de Granada van ser (cronològicament): diputat nacional per Aliança Popular en 1982, senador electe per Granada en la tercera legislatura (1986), diputat autonòmic per Granada des de 1990, diputat per Granada en el Parlament d'Andalusia al març de 1996 i delegat del Govern a Andalusia fins a la presentació de la seva candidatura a l'Ajuntament de Granada.

## Gestió com a batle
De la seva legislatura com a batle entre 2003 i 2007 en destaquen les obres escomeses en la ciutat, com la reforma completa de dues de les principals vies de la ciutat (la Gran Via i l'Avinguda de la Constitució) i la construcció de tres passos subterranis en zones de tràfic molt dens, així com la reconstrucció integral del barri d'infrahabitatge de Santa Adela. Sota el seu segon mandat van començar també les obres del Metro de Granada, que planeja donar servei a la capital, així com diversos pobles de la zona metropolitana. Des de l'Ajuntament de Granada s'ha mostrat sempre com la mà dreta del president del PP granadí i tinent de batle de l'ajuntament, Sebastián Pérez.